# Claude Ollier
Claude Ollier (* 17. Dezember 1922 in Paris; † 18. Oktober 2014 in Le Port-Marly) war ein französischer Schriftsteller.

## Leben und Werk
Claude Ollier besuchte in Paris das Lycée Carnot und machte 1940 in Montluçon Abitur. Von den deutschen Besatzern wurde er zum Arbeitsdienst verpflichtet und verbrachte die Jahre 1943 und 1944 in Nürnberg im Unternehmen Karl Diehl. 1945 misslang ein Fluchtversuch. Das 1941 begonnene Studium an der  École des hautes études commerciales de Paris (HEC) schloss er 1946 ab und arbeitete (wie sein Vater) in der Versicherungsbranche. Er reiste viel und war von 1950 bis 1955 in Marokko tätig. Dann ließ er sich freistellen, um in Paris einen Roman zu schreiben.
1958 veröffentlichte er in den Éditions de Minuit den Roman La Mise en scène (Die Inszenierung), dem der erstmals verliehene Prix Médicis zugesprochen wurde. Er begann damit einen Zyklus mit zahlreichen Folgeromanen bis zu Wert ou la vie sans fin (2007). Ab 1964 schrieb er Hörspiele für den Süddeutschen Rundfunk, von denen einige im Reclam-Verlag erschienen. 1966 verbrachte er den Winter in Berlin. Von 1967 bis 1970 reiste er zu allen westdeutschen Rundfunkstationen. 1969 lehrte er Literatur an der Universität Laval in Québec. 1970 heiratete er Marie-Odette Dolle und machte 1971 die Hochzeitsreise nach Teheran im VW Käfer. Er lebte mit seiner Frau, die dort an der Universität unterrichtete, in Aix-en-Provence. Das Paar hatte ein Kind und ließ sich 1980 scheiden. Ollier führten Reisen (zum Teil mit seiner Tochter) um die ganze Welt.
Anfänglich dem Nouveau Roman zugehörig, wurde sein Schreiben immer experimenteller und rückte in die Nähe der Bemühungen von Stéphane Mallarmé. Verlegt wurde er ab dem zweiten Roman von Gallimard, dann von Flammarion und zuletzt von den Éditions P.O.L. Nur weniges ist ins Deutsche übersetzt, obwohl manche seiner Bücher deutsche Titel haben (Wanderlust, Wert).

## Werke (soweit auf Deutsch erschienen)
- Déconnection. Flammarion, Paris 1988.
  - deutsch: Bildstörung. Suhrkamp, Frankfurt am Main 1991.

## Hörspiele in Deutschland
- 1966: Das Nachtstudio: Der Tod des Helden – Regie: Imo Wilimzig (Original-Hörspiel – SDR)
- 1967: Die Verwandlung – Regie: Raoul Wolfgang Schnell (Hörspiel – SDR/WDR)
- 1969: Das Attentat – Regie: Peterpaul Schulz (Originalhörspiel – HR/RB)
  - Auszeichnung: Die Originalfassung wurde mit dem Prix de la Rai beim Prix Italia 1969 ausgezeichnet.
- 1970: Die Sage von denen die reden – Bearbeitung und Regie: Hans Bernd Müller (Originalhörspiel – SR/NDR/SDR)
- 1970: Die Funkerzählung: Pilgerfahrt – Regie: Raoul Wolfgang Schnell (Originalhörspiel – SDR/WDR)
- 1973: Der neue Zyklus – Regie: Otto Düben (Originalhörspiel, Science-Fiction-Hörspiel – SDR/WDR)
- 1974: Ein Buckel im Schnee – Regie: Peter Michel Ladiges (Originalhörspiel, Kurzhörspiel – SDR)
- 1974: Das Ohr an der Wand – Regie: Peter Michel Ladiges (Originalhörspiel, Kurzhörspiel – SDR)
- 1975: Pilgerfahrt – Regie: Peter Michel Ladiges (Originalhörspiel – SDR)
- 1988: Ein Kolonialroman – Sonate für Stimmen und Musik – Regie: Otto Düben (Originalhörspiel – SDR)
- 1992: Der Tod des Helden (Neuproduktion) – Regie: Otto Düben (Hörspiel – SDR)
- 1993: Stimmenprobe – Regie: Otto Düben (Originalhörspiel – SDR)

### Handbuchliteratur
- Winfried Engler: Lexikon der französischen Literatur. Krömer, Stuttgart 1994, S. 705.
- Jean-Michel Maulpoix: Histoire de la littérature française. XXe. 1950/1990. Hatier, Paris 1991, S. 163.
- Marie-Alice de Beaumarchais: OLLIER, Claude. In: Jean-Pierre de Beaumarchais, Daniel Couty und Alain Rey (Hrsg.): Dictionnaire des littératures de langue française. Auteurs. Ausgabe in 3 Bänden. Bordas, Paris 1984, S. 1670–1671.